# Hranit Mikasjevitsjy
Hranit Mikasjevitsjy (Wit-Russisch: ФК Граніт Мікашэвічы) is een Wit-Russische voetbalclub uit Mikasjevitsjy in de oblast Brest.
De club werd opgericht in 1978 en promoveerde in 2008 naar de Opperste Liga. Tussen 1999 en 2007 kwam de club uit op het tweede niveau. Na twee jaar degradeerde de club terug. Na een aantal jaar tweede klasse speelde de club van 2015 tot 2016 opnieuw in de hoogste klasse. 